# Улица Военная (Казань)
Военная улица (тат. Хәрби урам, Xärbi uram) — улица в историческом районе Адмиралтейская слобода Кировского района Казани.

## География
Пересекается со следующими улицами:
- Большая улица[вд]
- Чистоозёрская улица

## История
Возникла не позднее 2-й половины XIX века. До революции 1917 года носила название Солдатская улица и относилась к 6-й полицейской части.
Решением Казгорсовета от 2 ноября 1927 года улице было присвоено современное название.
На 1939 год на улице имелось около 30 домовладений: № 1-47 по нечётной стороне и № 2/93-38/33 по чётной. В середине 1950-х годов часть домов в конце улицы была перенесена в связи с попаданием в зону затопления Куйбышевского водохранилища.
В первые годы советской власти административно относилась к 6-й части города; после введения в городе административных районов относилась к Заречному (с 1931 года Пролетарскому, с 1935 года Кировскому) району.